# Première mondiale d'art tzigane
 (juin 2023).
La mise en forme du texte ne suit pas les recommandations de Wikipédia : il faut le « wikifier ».
Les points d'amélioration suivants sont les cas les plus fréquents. Le détail des points à revoir est peut-être précisé sur la page de discussion.
- Les titres sont pré-formatés par le logiciel. Ils ne sont ni en capitales, ni en gras.
- Le texte ne doit pas être écrit en capitales (les noms de famille non plus), ni en gras, ni en italique, ni en « petit »…
- Le gras n'est utilisé que pour surligner le titre de l'article dans l'introduction, une seule fois.
- L'italique est rarement utilisé : mots en langue étrangère, titres d'œuvres, noms de bateaux, etc.
- Les citations ne sont pas en italique mais en corps de texte normal. Elles sont entourées par des guillemets français : « et ».
- Les listes à puces sont à éviter, des paragraphes rédigés étant largement préférés. Les tableaux sont à réserver à la présentation de données structurées (résultats, etc.).
- Les appels de note de bas de page (petits chiffres en exposant, introduits par l'outil «  Source ») sont à placer entre la fin de phrase et le point final[comme ça].
- Les liens internes (vers d'autres articles de Wikipédia) sont à choisir avec parcimonie. Créez des liens vers des articles approfondissant le sujet. Les termes génériques sans rapport avec le sujet sont à éviter, ainsi que les répétitions de liens vers un même terme.
- Les liens externes sont à placer uniquement dans une section « Liens externes », à la fin de l'article. Ces liens sont à choisir avec parcimonie suivant les règles définies. Si un lien sert de source à l'article, son insertion dans le texte est à faire par les notes de bas de page.
- La présentation des références doit suivre les conventions bibliographiques. Il est recommandé d'utiliser les modèles {{Ouvrage}}, {{Chapitre}}, {{Article}}, {{Lien web}} et/ou {{Bibliographie}}. Le mode d'édition visuel peut mettre en forme automatiquement les références.
- Insérer une infobox (cadre d'informations à droite) n'est pas obligatoire pour parachever la mise en page.

Pour une aide détaillée, merci de consulter Aide:Wikification.
Si vous pensez que ces points ont été résolus, vous pouvez retirer ce bandeau et améliorer la mise en forme d'un autre article.
La Première mondiale d'art tzigane est une exposition organisée par l'association Initiatives tsiganes, tenue du 6 au 30 mai 1985 à la Conciergerie de Paris, sous le haut patronage du ministère de la Culture et avec le soutien de la mairie de Paris,,,,,.

## Artistes
- Antonio Solario
- Otto Mueller[7]
- Serge Poliakoff
- Django Reinhardt
- Sandra Jayat
- Rifet Bajramovic
- Almeida Viana
- Manitas de Plata
- Guy-Pierre Genueil
- Magdaléna Reinharez
- Roland Manain
- Elemetta Rames
- Gérard Gartner
- Torino Zigler
- Enfants tsiganes de Jihlava
- Rosita Cortes Gonzales
- Tamas Peli
- Bruno Morelli
- Rosa Taikon (en)(sœur de Katarina Taïkon)
- Bernd Janusch
- Giuliano Brancaleoni
- Joseph Coucou Doerr
- Marta Brada
- Bari Károly
- Viv'na Moffat
- Javier Vilató
- Constantin Nepo[8]
- Ranz Guimera
- Natacha Goulesco
- János Balázs
- Pogor Berri
- Paul Jacqueson

## Comité d'honneur
- Yul Brynner, acteur de cinéma
- Jean Marais, comédien, écrivain, sculpteur
- Costa Gavras, metteur en scène
- Gérard Darmon, acteur
- Lucien Clergue, photographe
- Miguel Ángel Asturias
- Miguel Berrocal, sculpteur
- Salvatore Maugeri, écrivain
- Alexis Poliakoff, cinéaste
- Jean Sablon, chanteur
- André Pousse, acteur
- Pierre Seghers, poète, écrivain, éditeur
- Henri Sauguet, compositeur
- Maurice Féaudierre, historien, président de l'Académie du Cirque et du Music-Hall
- George Newson, compositeur
- Michel Scob, champion de France de cyclisme de demi-fond
- Fred Zeller, artiste peintre, président honoraire de la Fédération nationale des Beaux-Arts
- Mirella Karpati, présidente de l'Association Latcho Drom, Rome
- Jacques Ourevich, directeur de publication
- Pier Luigi Siena, critique d'art, écrivain
- David H. Smith, président du Journal of Gypsy Lore Society
- Pierre Daussau, inspecteur général du développement culturel au ministère de la Culture
- Juan de Dios Ramírez-Heredia, député au Parlement européen
- Yves Jouffa, président de la Ligue des Droits de l'Homme
- André Holleaux, conseiller d'État
- Edmond Valcin, sénateur